# Amaurobius longipes
Amaurobius longipes là một loài nhện trong họ Amaurobiidae.
Loài này thuộc chi Amaurobius. Amaurobius longipes được miêu tả năm 1995 bởi Konrad Thaler & Knoflach.